# Єхегнаван
Єхегнаван (вірм. Եղեգնավան) — село в марзі Арарат, у центрі Вірменії. Село розташоване поруч із прикордонною з Туреччиною річкою Аракс, за 8 км на захід від міста Арарат, за 4 км на захід від села Ноякерт, за 4 км на південний захід від села Айгаван та 5 км на південний схід від села Лусарат.